# Jean Grillon
Jean Grillon est un homme politique français né le 16 septembre 1875 à Nancy (Meurthe-et-Moselle) et mort le 8 septembre 1924 à La Doué, commune de Courçay (Indre-et-Loire). Il est député de Meurthe-et-Moselle de 1906 à 1910.

## Biographie

### Études, carrière juridique, et première carrière administrative
Jean Grillon né à Nancy le 16 septembre 1875 de Léon Eugène Grillon, avocat et conseiller municipal et Adèle Amélie Moulins. Il fait des études de droits et s'inscrit au barreau de Nancy. Il reste peu de temps au barreau, car il s'oriente sur une carrière administrative. Il est alors attaché au ministère du Commerce.
En 1894, Jean Grillon fonde avec la collaboration de Léon Pireyre, Léon Tonnelier, Paul Pierreville, une publication littéraire nommée la "Revue Qui Chante et que Picque".
En 1898, il fait partie des premiers dreyfusards nancéiens. Il signe une pétition de soutien pour Émile Zola avec Charles Bernardin et Émile Gallé. En 1899, il est initié à la loge Saint-Jean de Jérusalem, et participe à la création du "comité de la Ligue des Droits de l'Homme", auquel il est nommé secrétaire général. La même année, il participe à la création de l'Université Populaire de Nancy, avec Charles Perreau (président de l'Union de la Jeunesse Lorraine, professeur en Sciences à l'Université de Nancy), Ernest Lacaille (secrétaire de la Fédération des Syndicats ouvriers), Émile Goutière-Vernolle (journaliste), Émile Gallé (verrier et industriel).
En 1901, il crée avec Charles Bernardin, le Républicain des Vosges et en 1902, il crée et devient secrétaire d'une « Fédération républicaine » de Meurthe et Moselle de tendance radicale et n'étant pas une section du parti du même nom qui est créée l'année suivante. Le 1er décembre 1905, il est nommé secrétaire général de la préfecture des Basses-Alpes (actuellement les Alpes-de-Haute-Provence). Il ne prend pas le poste de secrétaire général car il tente une carrière politique entre dans le cabinet de Fernand Dubief, ministre de l'Intérieur.

### Carrière politique
Le 6 mai 1906, il se présente aux élections législatives à Nancy (3e circonscription de Meurthe-et-Moselle), après s'être mis en disponibilité, comme candidat républicain démocrate et radical où il demande que les expositions universelles se déroulent aussi en province.
Dans sa profession de foi, partisan de la liberté de pensée religieuse, il s'oppose à toute tentative de domination cléricale ; partisan de la paix, il condamne comme une lâcheté l'antimilitarisme et veut développer « les idées d'arbitrage de conférences internationales, multiplier les manifestations de peuple à peuple » ; défenseur de la petite propriété, il se prononce pour le dégrèvement de la propriété foncière, l'insaisissabilité du bien de famille, le maintien du droit des bouilleurs de cru et il est favorable au repeuplement des campagnes grâce à la diffusion de l'enseignement agricole professionnel. Il se dit « l'adversaire des expositions universelles dans la capitale » afin de « combattre la centralisation des forces vives de la France sur un point unique du territoire et de favoriser le développement de l'activité provinciale ».
Sur le plan social, il préconise l'élaboration d'une législation industrielle du travail commune à toutes les nations notamment pour répartir et limiter rationnellement la durée de travail, et traduira plus tard cette idée en une proposition de loi.
Il est élu, au premier tour de scrutin par 9 941 voix (sur 24 624 inscrits, 20 001 votants et 19 607 suffrages exprimés) contre 9 602 voix à Ludovic Gervaize, député sortant, antisémite et nationaliste.
À la Chambre des députés, Jean Grillon s'inscrit au groupe de la Gauche Radicale et fait partie de la commission des mines mais s'intéresse à l'ensemble des problèmes qui se posent au législateur.
C'est ainsi qu'il dépose une proposition de résolution invitant le gouvernement à ordonner, en cas d'accident grave, occasionné par une voiture automobile, du fait de son conducteur, la saisie et la vente de la voiture, en garantie de toutes les condamnations pécuniaires ou pénales prononcées contre l'auteur de l'accident.
Il souhaite, dans une proposition de loi la création d'une école nationale des industries d'art à Nancy et propose une réorganisation du corps de la gendarmerie, après être intervenu dans la discussion du budget pour 1909, pour signaler la crise de recrutement que connaissait alors ce corps et critiquer les mesures prises par le gouvernement à cet égard.
Sensible à toutes les injustices, il souligne lors du débat sur le budget de 1910, les inégalités de traitement dont sont victimes les surveillantes de prison, dans leur salaire et leurs congés.
Il se représente aux élections législatives du 24 avril 1910, mais il est battu dès le premier tour, avec 9 145 voix (sur 26.356 inscrits, 21 711 votants, un peu plus de 21 100 suffrages exprimés) contre 256 voix à M. Gourrier, 1 176 voix à M. Vadez et 10 823 voix à M. Émile Driant qui est élu.

### Carrière administrative
Jean Grillon reprend donc sa carrière administrative. Le 20 octobre 1911 il est nommé sous-préfet de Lannion, puis le 25 novembre 1911, il est nommé à Louhans.
Le 31 janvier 1914, il est nommé sous-préfet de Verdun. Durant la Première Guerre mondiale et plus particulièrement pendant la Bataille de Verdun, après un court séjour à Bar-le-Duc, le sous-préfet s’installe près d'une maison forestière dans la forêt de Souilly, au sud de Verdun. Un baraquement en bois fait office de sous-préfecture. Il y prend alors les mesures les plus énergiques et les plus utiles « pour rassurer les populations de son arrondissement et venir en aide aux habitants des villages ruinés par le feu de l'ennemi et le pillage ». Jean Grillon veut que les prix les plus bas y soient pratiqués pour éviter toute spéculation. Les bénéfices dégagés sont utilisés par le sous-préfet pour verser des indemnités aux réfugiés. Il crée et devient le président du Comité d’Assistance et de Ravitaillement de Verdun. Il accueille André Magre son confrère, sous-préfet de Briey occupée par les allemands.
Toutes ces mesures lui valent une citation civile le 3 décembre 1914 et la Légion d'honneur le 24 février 1917.
Le 19 juin 1918 il est nommé préfet de l'Allier, le 13 août 1918, préfet de l'Indre, le 22 janvier 1919, préfet du Lot et le 16 février 1921, il est nommé préfet de l'Aveyron. Il décède le 8 septembre 1924 pendant un congé dans sa propriété de La Doué, commune de Courçay, en Indre-et-Loire.
Il était officier de la Légion d'honneur depuis le 2 août 1921.

## Famille
Jean Grillon épouse Marie Antoinette Cordier le 27 août 1913. Ils ont eu deux filles: Madeleine et Jacqueline.
Il a pour cousin par alliance, Victor Prouvé, lequel lui fait des portraits.

## Autres
Une rue à Bras-sur-Meuse porte son nom en reconnaissance de ses actions pendant la Première Guerre mondiale.
Jean Grillon était amateur d'archéologie,, et de spéléologie.

## Distinctions
- Officier de la Légion d'honneur (2 aout 1921)[14]
- Croix de guerre 1914-1918
- Officier de l'ordre du Mérite agricole